# Модульная система вёрстки

Пример расположения модулей на странице

Модульная система вёрстки — система вёрстки, при которой основой композиции полос и разворотов становится модульная сетка с определенным шагом (модулем), одинаковым или разным по горизонтали и вертикали. 
Модульная система упрощает и ускоряет художественное конструирование и создаёт благоприятные условия для автоматизации вёрстки при использовании компьютерных настольно-издательских систем.

## Модуль в архитектуре
Термин «модуль» пришёл в оформление книги из архитектуры. Многие выдающиеся художники книги, например Э. Лисицкий, В. Фаворский, Я. Чихольд, неоднократно проводили аналогию между конструкцией книги и здания. В архитектуре «модулем» (от лат. modulus — маленькая мера) называют единицу измерения, которая служит для придания соразмерности всему сооружению или его частям. Так, в классической архитектуре в качестве модуля часто принимался радиус колонны у её основания. Размеры различных элементов здания — например высота колонны, ширина и высота окна или портала — устанавливались соразмерно этой единице.

## Модуль в книге
Перенося модульную систему в конструирование книги, исходят из того, что помещаемый на её страницах материал графически неоднороден. Прежде всего, графически различны — и в силу этого неодинаково смотрятся и воспринимаются — текст и иллюстрации. Поэтому для каждого из этих элементов должно быть отведено своё место на книжной полосе. На различных полосах соотношение текста и иллюстраций неодинаково, но на любой полосе место, отводимое иллюстрациям и тексту, должно соответствовать тому или иному числу выбранных единиц измерения — модулей.

## Модульная сетка
На основе выбранного модуля строится модульная сетка, по формату равная полосе будущей книги. Модульная сетка определяет в целом внешний вид будущего макета и строго задаёт места размещения на странице, страницах или во всех однородных документах всех предполагаемых элементов, текста, иллюстраций, заголовков статей и других графических и информационных объектов. Сетка представляет собой систему непечатаемых вертикальных, горизонтальных и диагональных линий, разделяющих страницу.
Сетка разрабатывается дизайнером конкретно для каждого проекта, будь то календарь, фирменный бланк, визитка, открытка, конверт, журнал, книга и т. д.
Модульная сетка делит книжную полосу на клетки одинаковой величины. Размер клетки по ширине и высоте, иначе говоря — основной шаг сетки, равен модулю (модульной единице). Клетки модульной сетки отделены одна от другой небольшими промежутками, или пробельными шагами, которые соответствуют принятым для данного издания пробелам между текстом и иллюстрациями (или между расположенными рядом иллюстрациями).
При таком построении модульной сетки в верху книжной полосы может остаться добавочная полоска, которую оформители обычно предназначают для колонцифр и колонтитулов.

## Модульная сетка в веб-дизайне
Веб-дизайнеры относительно недавно начали применять модульные сетки в проектировании интерфейсов веб-сайтов. Этот метод значительно упрощает как проектирование интерфейса, так и последующую вёрстку макета.
В отличие от типографии, модули в веб-дизайне могут иметь непостоянную ширину и растягиваться в зависимости от ширины окна браузера (разрешения экрана монитора).

## Не самоцель, а метод
Сейчас приходится иногда слышать, что метод модульной верстки иллюстраций и текстов не оправдал себя. Вероятно, не оправдал себя не сам метод, а недостаточно серьёзное и глубокое овладение этим методом. Действительно, иногда приём модульной вёрстки становится настолько обнажённым, что выступает навязчиво как нечто самое важное в издании, как самоцель. Не все изображения и не всегда можно и нужно втискивать в жёсткую схему: регламентация по модульным шагам может вступить в конфликт с масштабными и иными характеристиками оригиналов. Поскольку издание воспринимается оптически, именно художник-редактор решает, когда необходимо строго следовать модульным членениям (модульной сетке), а когда можно при необходимости отступать от непременно точной и жёсткой геометричности, то есть прибегать к «оптическим поправкам» на человеческое восприятие, к которым постоянно прибегали архитекторы. Такие «поправки» помогали им сохранить пластичность и полнокровность архитектурного образа, построенного на точных «математических» началах.
Поэтому модульную систему вёрстки надо рассматривать не как самоцель, а лишь как метод, при помощи которого можно структурно упорядочить компоновку всего материала книги, придать соразмерность всем его элементам. Именно при таком понимании модульная система вёрстки приводит к хорошим результатам.

## Применение
Модульная сетка — это основа, по которой можно создать и типовую схему вёрстки, и её различные варианты, соответствующие особенностям помещаемого на той или другой полосе материала. Модульная система вёрстки может применяться не только при вёрстке иллюстраций, но и гораздо шире, например, для размещения заголовков и других элементов текста, для компоновки титульного листа и обложки, для установления размеров полей, даже для построения шрифта. Большинство настольных издательских программ, профессиональных издательских программ и другого офисного программного обеспечения, включая текстовые процессоры, отображают сетку в качестве опции.